# Stuart McIntosh
Stuart McIntosh (Londres, 8 de junio de 1975) es un deportista británico que compitió en piragüismo en la modalidad de eslalon. Ganó una medalla de bronce en el Campeonato Mundial de Piragüismo en Eslalon de 2006 y dos medallas de bronce en el Campeonato Europeo de Piragüismo en Eslalon, en los años 1998 y 2005.

## Palmarés internacional
| Campeonato Mundial | Campeonato Mundial                   | Campeonato Mundial | Campeonato Mundial |
| Año                | Lugar                                | Medalla            | Competición        |
| ------------------ | ------------------------------------ | ------------------ | ------------------ |
| 2006               | Praga (República Checa)              | Medalla de bronce  | C1 por equipos     |
| Campeonato Europeo |                                      |                    |                    |
| Año                | Lugar                                | Medalla            | Competición        |
| 1998               | Roudnice nad Labem (República Checa) | Medalla de bronce  | C1 por equipos     |
| 2005               | Tacen (Eslovenia)                    | Medalla de bronce  | C1 individual      |